# Societatea Româno-Americană București
La Societatea Româno-Americană București è stata una squadra di calcio rumena fondata nel 1906 e attiva fino al 1916, anno in cui si è sciolta. Ha vinto una edizione del campionato di calcio rumeno.

## Storia
La società è stata fondata nel 1906 a Ploiești come Societatea Româno-Americană ed è la più antica della città. I giocatori erano prevalentemente stranieri che lavoravano nell'industria petrolifera.
Giocò il primo match il 2 dicembre 1907 contro l'Olympia Bucarest e vinse 7-1.
Con lo scioglimento dell'United Ploiesti parte dei giocatori confluirono in questa squadra che si trasferì a Bucarest.
Vinse il campionato nella stagione 1914-15 con uno score di 8 vittorie, 2 pareggi e nessuna sconfitta e si sciolse nella primavera del 1916.

## Palmarès
- Campionato rumeno: 1

1914-1915